# Rumpf (Anatomie)
Der Rumpf (fachsprachlich mit lateinisch Truncus ‚Stamm‘ bezeichnet) ist anatomisch der zentrale Abschnitt des Körpers ohne Kopf, Hals, Gliedmaßen und Schwanz. Beim Menschen wird der Rumpf auch als Torso bezeichnet.
Der Rumpf wird in vier verschiedene Abschnitte gegliedert:
- Brustkorb (Thorax) oder auch Brust (Pectus)
- Bauch (Abdomen)
- Rücken (Dorsum)
- Becken (Pelvis)

Diese einzelnen Abschnitte werden in Regionen (Regiones pectoris, Regiones abdominis, Regiones dorsi und Regiones pelvis) weiter unterteilt. Die schmalste Stelle des Rumpfes wird Taille genannt.